# Quípama
Quípama è un comune della Colombia facente parte del dipartimento di Boyacá.
Il centro abitato venne fondato da Luis Lanchero e Francisco Murillo nel 1541, mentre l'istituzione del comune è del 1986.